# Actaea yunnanensis
Actaea yunnanensis là một loài thực vật có hoa trong họ Mao lương. Loài này được (P.K.Hsiao) J.Compton mô tả khoa học đầu tiên năm 1998.